# Трёхзубчатый мраморный хрущ
Трёхзубчатый мраморный хрущ (лат. Polyphylla tridentata) — вид пластинчатоусых жуков. Распространён в Средней Азии (юго-восточный Узбекистан, северо-западный Таджикистан и западная Киргизия). Длина тела имаго 25—34,5 мм; ширина — 11,6—16,2 мм. Имаго полностью светлые, красно-бурые или желтовато-бурые; надкрылья с таким же белым мраморным рисунком (как у семиреченского хруща (Polyphylla irrorata)); булава усиков светлая, желто-бурая. Встречаются на плотных лёссовых почвах, на сухих открытых пространствах как в долинах, так и в горах. Жуки летают в вечернее время; в дневное время прячутся в почве. Не питаются. Личинки вредят плодовым деревьям, подгрызая их корни и корневые шейки.